# Rolex Sports Car Series 2012
Navigation
Édition précédente Édition suivante
Le 'Grand American Road Racing Championship 2012' (officiellement appelé le 2012 Rolex Sports Car Series) est la treizième saison du championnat américain d'endurance organisé part la Grand American Road Racing Association. L'édition 2011 s'est déroulée du 28 janvier au 29 septembre. Deux catégories de voiture ont participé à cette saison, les Daytona Prototype (en) (DP) et les Grand Tourisme (GT).

## Calendrier
| N° | Date                     | Nom de la Course                     | Durée               | Circuit                        | Lieu          | État, Pays              |
| -- | ------------------------ | ------------------------------------ | ------------------- | ------------------------------ | ------------- | ----------------------- |
| 1  | 28 janvier et 29 janvier | Rolex 24 at Daytona                  | 24 Heures           | Daytona International Speedway | Daytona Beach | Floride, États-Unis     |
| 2  | 31 mars                  | Porsche 250                          | 2 Heures 45 Minutes | Barber Motorsports Park        | Birmingham    | Alabama, États-Unis     |
| 3  | 29 avril                 | Grand Prix of Miami                  | 1 Heures 55 Minutes | Homestead-Miami Speedway       | Homestead     | Floride, États-Unis     |
| 4  | 13 mai                   | Global Barter 250                    | 2 Heures 45 Minutes | New Jersey Motorsports Park    | Millville     | New Jersey, États-Unis  |
| 5  | 2 juin                   | Chevrolet Grand-Am Detroit 200       | 2 Heures            | Belle Isle                     | Détroit       | Michigan, États-Unis    |
| 6  | 9 juin                   | EMCO Gears Classic                   | 2 Heures 45 Minutes | Mid-Ohio Sports Car Course     | Lexington     | Ohio, États-Unis        |
| 7  | 23 juin                  | Rolex 250 Driven by VISITFLORIDA.COM | 2 Heures            | Road America                   | Elkhart Lake  | Wisconsin, États-Unis   |
| 8  | 1 juillet                | Sahlen's Six Hours of The Glen       | 6 Heures            | Watkins Glen International     | Watkins Glen  | New York, États-Unis    |
| 9  | 27 juillet               | Brickyard Grand Prix                 | 3 Heures            | Indianapolis Motor Speedway    | Indianapolis  | Indiana, États-Unis     |
| 10 | 11 août                  | Continental Tire 200                 | 2 Heures            | Watkins Glen International     | Watkins Glen  | New York, États-Unis    |
| 11 | 18 août                  | Montreal 200                         | 2 Heures            | Circuit Gilles-Villeneuve      | Montréal      | Québec, Canada          |
| 12 | 9 septembre              | Continental Tire Sports Car Festival | 2 Heures 45 Minutes | Mazda Raceway Laguna Seca      | Monterey      | Californie, États-Unis  |
| 13 | 29 septembre             | Championship Weekend                 | 2 Heures 45 Minutes | Lime Rock Park                 | Lakeville     | Connecticut, États-Unis |

## Classements

### Daytona Prototypes(en)(DP)
| Pos. | Pilote(s)         | R24 | BIR | HOM | NJ | BEL | LEX | ELK | S6H | IMS | WAT | MON | LGA | LIM | Points |
| ---- | ----------------- | --- | --- | --- | -- | --- | --- | --- | --- | --- | --- | --- | --- | --- | ------ |
| 1    | Scott Pruett      | 6   | 3   | 2   | 10 | 3   | 2   | 1   | 4   | 2   | 3   | 1   | 6   | 7   | 379    |
| 1    | Memo Rojas        | 6   | 3   | 2   | 10 | 3   | 2   | 1   | 4   | 2   | 3   | 1   | 6   | 7   | 379    |
| 2    | Ryan Dalziel      | 2   | 4   | 6   | 2  | 6   | 5   | 2   | 3   | 7   | 1   | 8   | 3   | 6   | 367    |
| 3    | Darren Law        | 5   | 9   | 3   | 4  | 1   | 6   | 6   | 1   | 5   | 8   | 4   | 5   | 5   | 355    |
| 4    | David Donohue     | 5   | 9   | 3   | 4  | 2   | 3   | 4   | 7   | 8   | 6   | 3   | 9   | 4   | 348    |
| 5    | Alex Popow        | 2   | 6   | 4   | 6  | 7   | 4   | 9   | 8   | 1   | 2   | 7   | 8   | 6   | 346    |
| 6    | Max Angelelli     | 14  | 5   | 1   | 1  | 10  | 9   | 7   | 11  | 3   | 4   | 5   | 7   | 1   | 343    |
| 6    | Ricky Taylor      | 14  | 5   | 1   | 1  | 10  | 9   | 7   | 11  | 3   | 4   | 5   | 7   | 1   | 343    |
| 7    | João Barbosa      | 9   | 7   | 8   | 7  | 1   | 6   | 6   | 1   | 5   | 8   | 4   | 5   | 5   | 342    |
| 8    | Jon Fogarty       | 13  | 2   | 9   | 9  | 4   | 7   | 10  | 2   | 10  | 5   | 2   | 2   | 3   | 340    |
| 8    | Alex Gurney       | 13  | 2   | 9   | 9  | 4   | 7   | 10  | 2   | 10  | 5   | 2   | 2   | 3   | 340    |
| 9    | Oswaldo Negri Jr. | 1   | 8   | 7   | 3  | 5   | 8   | 3   | 6   | 11  | 7   | 6   | 4   | 10  | 334    |
| 9    | John Pew (en)     | 1   | 8   | 7   | 3  | 5   | 8   | 3   | 6   | 11  | 7   | 6   | 4   | 10  | 334    |
| 10   | Richard Westbrook | 8   | 1   | 5   | 5  | 9   | 1   | 8   | 5   | 9   | 9†  | 9†  | 1   | 2   | 305    |
| Pos. | Pilote(s)         | R24 | BIR | HOM | NJ | BEL | LEX | ELK | S6H | IMS | WAT | MON | LGA | LIM | Points |

| Couleur | Résultat                     |
| ------- | ---------------------------- |
| Or      | Vainqueur                    |
| Argent  | 2e place                     |
| Bronze  | 3e place                     |
| Vert    | Terminé, dans les points     |
| Bleu    | Terminé, pas dans les points |
| Violet  | Abandon (Ab.) ou (Ret)       |
| Violet  | Non classé (NC)              |
| Rouge   | Pas qualifié (DNQ)           |
| Noir    | Disqualifié (DSQ)            |
| Blanc   | Pas au départ (DNS)          |
| Blanc   | Forfait (WD)                 |
| Blanc   | N'a pas participé (DNP)      |
| Blanc   | Blessé (INJ)                 |
| Blanc   | Exclu (EX)                   |
| Blanc   | Course annulée (C)           |

- Les pilotes désignés par † n'ont pas effectué suffisamment de tours pour marquer des points.

### Grand Tourisme(GT)
| Pos. | Pilote(s)           | R24 | BIR | HOM | NJ | BEL | LEX | ELK | S6H | IMS | WAT | MON | LGA | LIM | Points |
| ---- | ------------------- | --- | --- | --- | -- | --- | --- | --- | --- | --- | --- | --- | --- | --- | ------ |
| 1    | Emil Assentato (en) | 8   | 2   | 1   | 1  | 4   | 2   | 1   | 3   | 5   | 7   | 2   | 2   | 8   | 387    |
| 1    | Jeff Segal          | 8   | 2   | 1   | 1  | 4   | 2   | 1   | 3   | 5   | 7   | 2   | 2   | 8   | 387    |
| 2    | Robin Liddell       | 4   | 7   | 3   | 2  | 3   | 3   | 6   | 1   | 15  | 14  | 1   | 8   | 1   | 360    |
| 3    | Paul Dalla Lana     | 16  | 5   | 5   | 4  | 5   | 1   | 2   | 2   | 4   | 1   | 12  | 10  | 16  | 339    |
| 4    | Jonathan Bomarito   | 6   | 1   | 12  | 7  | 2   | 4   | 3   | 7   | 2   | 12  | 5   | 9   | 11  | 336    |
| 4    | Sylvain Tremblay    | 6   | 1   | 12  | 7  | 2   | 4   | 3   | 7   | 2   | 12  | 5   | 9   | 11  | 336    |
| 5    | Andrew Davis        | 3   | 3   | 6   | 9  | 13  | 7   | 5   | 6   | 3   | 3   | 4   | 6   | 15  | 329    |
| 5    | Leh Keen            | 3   | 3   | 6   | 9  | 13  | 7   | 5   | 6   | 3   | 3   | 4   | 6   | 15  | 329    |
| 6    | Dane Cameron        | 12  | 9   | 2   | 6  | 8   | 6   | 4   | 9   | 8   | 10  | 3   | 1   | 12  | 324    |
| 6    | Wayne Nonnamaker    | 12  | 9   | 2   | 6  | 8   | 6   | 4   | 9   | 8   | 10  | 3   | 1   | 12  | 324    |
| 7    | Andy Lally          | 1   | 4   | 7   | 3  | 6   | 5   | 14  | 21† | 1   | 4   | 11  | 3   | 6   | 323    |
| 7    | John Potter         | 1   | 4   | 7   | 3  | 6   | 5   | 14  | 21† | 1   | 4   | 11  | 3   | 6   | 323    |
| 8    | John Edwards        | 4   |     |     | 2  | 3   | 3   | 6   | 1   | 15  | 14  | 1   | 8   | 1   | 306    |
| 9    | Charles Espenlaub   | 10  | 8   | 15  | 11 | 15  | 11  | 8   | 8   | 9   | 5   | 6   | 11  | 4   | 280    |
| 9    | Charles Putman      | 10  | 8   | 15  | 11 | 15  | 11  | 8   | 8   | 9   | 5   | 6   | 11  | 4   | 280    |
| 10   | Bill Auberlen       | 16  | 5   | 5   |    | 5   | 1   | 2   | 2   | 4   | 1   |     | 10  | 16† | 277    |
| Pos. | Pilote(s)           | R24 | BIR | HOM | NJ | BEL | LEX | ELK | S6H | IMS | WAT | MON | LGA | LIM | Points |

| Couleur | Résultat                     |
| ------- | ---------------------------- |
| Or      | Vainqueur                    |
| Argent  | 2e place                     |
| Bronze  | 3e place                     |
| Vert    | Terminé, dans les points     |
| Bleu    | Terminé, pas dans les points |
| Violet  | Abandon (Ab.) ou (Ret)       |
| Violet  | Non classé (NC)              |
| Rouge   | Pas qualifié (DNQ)           |
| Noir    | Disqualifié (DSQ)            |
| Blanc   | Pas au départ (DNS)          |
| Blanc   | Forfait (WD)                 |
| Blanc   | N'a pas participé (DNP)      |
| Blanc   | Blessé (INJ)                 |
| Blanc   | Exclu (EX)                   |
| Blanc   | Course annulée (C)           |

- Les pilotes désignés par † n'ont pas effectué suffisamment de tours pour marquer des points.